# Franca Valeri
Franca Valeri OMRI, född Alma Franca María Norsa 31 juli 1920 i Milano, Lombardiet, död 9 augusti 2020 i Rom, var en italiensk skådespelerska och författare.

## Utmärkelser
Valeri tilldelades en heders-David di Donatello för sin livsgärning några månader före sin död 2020.

## Roller i urval
- 1950 – Rampljusens barn
- 1952 – Totò a colori
- 1955 – Un eroe dei nostri tempi
- 1957 – Sommarens vackraste flicka
- 1959 – Arrangiatevi
- 1960 – Liket i fel väska
- 1960 – Rocco och hans bröder
- 1961 – Leoni al sole
- 1966 – Jag, jag, jag och de andra
- 1968 – Spöke på italienska